# Горбатенко Раїса Іванівна
Раї́са Іва́нівна Горбате́нко (нар. 26 серпня 1947, Новоукраїнка Кіровоградської області) — українська бандуристка. Солістка тріо бандуристок «Українка» Національної філармонії України. Народна артистка України (1999).

## Життєпис
1968 — закінчила студію при Капелі бандуристів УРСР.
1980 — закінчила Київську консерваторію імені Петра Чайковського. 1980 їй було присвоєно звання заслуженої артистки УРСР.
З 1968 року виступає у складі Тріо бандуристок «Українка» Національної філармонії України разом з народними артистами України Любов'ю Криворотовою і Лідією Колос-Криворотовою.
З 1999 року — Народна артистка України.